# إيعات
إيعات هي بلدة لبنانية تقع في قضاء بعلبك من محافظة بعلبك الهرمل. تشتهر بعمودها الأثري الكورونثي الذي يصل ارتفاعه إلى 18 مترا. لا يوجد إجماع على تاريخ العامود، لكن المرجّح أنّه بني كنصب تذكاري لضريح.

## التسمية
«إيعات» قد تكون كلمة سريانية وتعني النبات والحشائش أو تحريف لكلمة «يعتا» وتعني الشرفة أوالبرج أوقلعة المراقبة.

## جغرافيا
- تبعد البلدة حوالي 90كلم من بيروت. ترتفع 1040م عن سطح البحر وتبلغ مساحتها 2845 هكتار وعدد سكانها 2440 نسمة. عدد ناخبيها عام ألفين وأربعة، كان 5997 منتخب مسجل ومنهم 3285 منتخب فعليّ.

## معالم
يقع عامود إيعات في وسط سهل البقاع، على مسافة متوسطة بين قصر البنات في حرف شليفا وقلعة بعلبك. والعامود مركّب من ستة عشر حجراً فوق قاعدة درجية مربّعة على قمّته تاج قورنثي، ويبلغ طوله من أسفل إلى أعلى حوالي العشرين متراً، وهذا العامود قائم في السهل بعزلةٍ عن أي أثر آخر حوله. تضاربت الروايات حول قصة العامود، فمنهم مَن يقول أنّه من بناء الملكة هيلانة أم قسطنطين الكبير، إذ كانت تشيد المعالم في كلّ مرحلة من مراحل رحلتها إلى القدس، لتوقد على قمته ناراً ترى من مكان الأثر الآخر افتخاراً وإعلاناً بكشف عود الصليب. ومنهم من يقول أن بنت الملك التي كانت تسكن القصر (قصر البنات)، كانت تصعد إلى رأس العامود حيث يوجد جرن حجري، فتدقّ «الكبّة»، وتعود إلى قصرها. وممّا يؤكّد ذلك وجود [[خرطوش (هيروغليفية)|خرطوشة هيروغليفية على الحجر السادس من الجهة الشمالية الداة على ملوكية باني العامود، ولكن لسوء الحظّ زالت الكتابة بسبب عوامل طبيعية ولا وجود اليوم أي حرفٍ يدل على دورها.

## شخصيات من «إيعات»
- الدركي حسن عبد الساتر شهيد الاستقلال الأول إذ سقط في ساحة البرلمان وهو يرفع العلم اللبناني عام 1944.
- الثائر علي عبد الساتر القائد في ثورة توفيق هولو حيدر على الانتداب الفرنسي عام 1926، وشارك أبناء البلدة أيضاً في مقاومة الاحتلال الإسرائيلي لجزء من جنوب لبنان.
- خضر الزين بطل لبنان في التزلج.